# Abel Ortiz Argumedo
Abel Ortiz Argumedo fue un general mexicano nacido en 1871 en Ixmiquilpan, Estado de Hidalgo, que participó en algunas etapas de la revolución mexicana y que mediante un golpe sedicioso derrocó al gobernador Toribio de los Santos y se hizo de la gubernatura de Yucatán, del 12 de febrero de 1915 al 17 de marzo del mismo año, fecha en la que huyó del Estado de Yucatán hacia Cuba, tras haber sido derrotado militarmente por las tropas de Salvador Alvarado. Este último, también general, sinaloense, había sido enviado a Yucatán por Venustiano Carranza, a la sazón jefe máximo del Ejército Constitucionalista, para recuperar la plaza de las fuerzas argumedistas y conducir el movimiento revolucionario en tal estado de la república mexicana.

## El golpe de Ortiz Argumedo
Después de haber formado parte del Estado Mayor de Porfirio Díaz, Ortiz Argumedo se había incorporado a las fuerzas revolucionarias en 1911. Más tarde, en 1913 se afilió al movimiento constitucionalista de Carranza en el que alcanzó el grado de Coronel. Estando en México, se casó con una yucateca lo que al parecer le hizo ir a radicar a la península en donde, en 1914, ofreció sus servicios al recién designado por Venustiano Carranza gobernador preconstitucional, Eleuterio Ávila. Este le nombró comandante militar de la Ciudad de Mérida.
Poco después sobrevino el distanciamiento entre el gobernador Eleuterio Ávila y Venustiano Carranza, entre otras razones por la rebelión del Batallón Cepeda Peraza, cuyo jefe, el Coronel Patricio Mendoza, subordinado militar de Eleuterio Ávila, entró en rebeldía al oponerse a la decisión del Primer Jefe de entregar los efectivos de tal batallón, integrado por indígenas Yaquis, al general Álvaro Obregón.
Por ese motivo Ávila fue llamado a Veracruz, desde donde operaba Venustiano Carranza y se nombró interinamente a Toribio de los Santos como gobernador de Yucatán. El Jefe Máximo también veía con desconfianza a Eleuterio Ávila por parecerle demasiado proclive a favorecer los intereses del grupo oligárquico de Yucatán que había venido impidiendo el flujo de recursos económicos que el ejército constitucionalista estaba demandando de los industriales del henequén para su sostén. Ávila no regresaría más a Yucatán.
Ya en el cargo de gobernador, Toribio de los Santos ordenó a Ortiz Argumedo dejar su cargo de Comandante de la Ciudad de Mérida en manos de uno de sus protegidos y combatir al Batallón Cepeda Peraza que se había refugiado en los alrededores del municipio de Temax. Abel Ortiz Argumedo, encabezando las tropas que había recibido para conducir su cometido, en vez de cumplir la orden que recibió y contando con el más amplio estímulo de la oligarquía local, se declaró a su vez en rebeldía en contra del gobernador Toribio de los Santos argumentando que este  violaba los principios de la soberanía yucateca. Esto sucedía el 9 de febrero de 1915.
De los Santos, al recibir la noticia del brote rebelde, consideró que no tenía los elementos militares para enfrentar la asonada y decidió abandonar la plaza de Mérida el día 10 de febrero, dejándola a merced de los sediciosos y huyendo hacia Campeche. Las tropas rebeldes no encontraron resistencia en la capital, Mérida, y la ocuparon el día 12 de febrero fecha en la que el coronel Ortiz Argumedo se autoproclamó gobernador del estado. De inmediato, telegrafió al general Carranza para informarle lo que había ocurrido y ofrecerle explicaciones respecto de su proceder, intentando convencerle de lo apropiado de su rebeldía que según él terminaría beneficiando al carrancismo. Desde Veracruz, el Primer Jefe Constitucionalista rechazó las explicaciones, reprobó las acciones del coronel hidalguense y ordenó al general Arturo Garcilazo, jefe militar en el vecino estado de Quintana Roo, que se apersonara en Mérida para deponer a Ortiz Argumedo. Al mismo tiempo movilizó a uno de sus más brillantes generales, Salvador Alvarado, para que desde Veracruz se trasladara a Yucatán para encabezar el gobierno constitucionalista y ejercer como comandante militar en la región.
El general Garcilazo, contraviniendo las órdenes de Carranza, entró en componendas con Ortiz Argumedo quien seguía insistiendo en que el general Carranza debía reconocerlo como gobernador de Yucatán. Intervino Garcilazo en su favor ante el enojo de Carranza que lo cesó  ipso facto. Esto terminó de peruadir a Abel Ortiz Argumedo de que no convencería al jefe constitucionalista y entonces se dispuso a enfrentar sus armas a las de Salvador Alvarado, que ya venía en camino a fin de desembarcar en la Península de Yucatán por San Francisco de Campeche. Las tropas argumedistas pertrechadas con armamento, así como con recursos humanos y económicos provenientes de los industriales del henequén y de los grupos locales que se oponían al movimiento revolucionario que se daba en el resto de la república, fueron acantonadas en las cercanías de Campeche para hacer frente a las huestes carrancistas encabezadas por Alvarado.

## La derrota
Todo los preparativos ocurrieron entre el 12 de febrero de 1915 y el 14 de marzo siguiente, el breve tiempo que duró la gubernatura argumedista. En esta última fecha se dio finalmente el encuentro militar entre los rebeldes de Abel Ortiz Argumedo y los constitucionalistas de Salvador Alvarado, en las haciendas de Pocboc y Blanca Flor, ambas en Campeche, a la vera del camino real hacia Mérida. En ambos casos las tropas de Ortiz Argumedo fueron derrotadas. El 16 de marzo se dio la batalla definitiva en Halachó en donde Alvarado se alzó también con el triunfo militar. Ya sólo una corta distancia lo separaba de la capital yucateca, a la que entró triunfalmente el 19 de marzo, fecha en la que asumió el mando civil y militar en el estado.
A partir del momento en que Ortiz Argumedo conoció la derrota de sus tropas, organizó y dispuso rápidamente su fuga por ferrocarril hacia el nor-oriente de Yucatán, llevándose con él buena parte del tesoro estatal que había logrado recabar para financiar la fallida resistencia militar que organizó. En la población costera de El Cuyo se embarcó hacia La Habana en una goleta contratada para tal efecto junto con sus principales colaboradores. Mucho tiempo después retornaría a la Ciudad de México, ya retirado de la vida militar, lugar en el que murió en 1962, a la edad de 90 años.